# Концерт для гобоя и струнных (Марчелло)

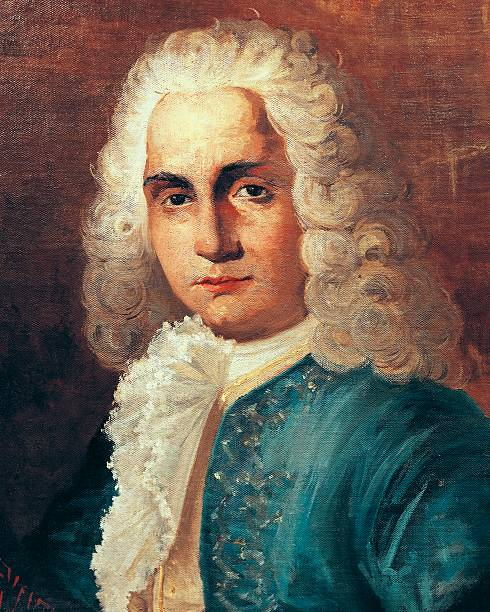
Алессандро Марчелло

Концерт для гобоя и струнных ре минор — музыкальное произведение для гобоя и струнных итальянского композитора Алессандро Марчелло, написанное им в начале XVIII века (опубликованное в 1717 году). Является самым известным произведением композитора. Изначально ошибочно приписывалось брату композитора Бенедетто Марчелло или Антонио Вивальди. Произведение получило известность благодаря его транскрипции для клавира Иоганном Себастьяном Бахом (BWV 974).

## Строение
Концерт состоит из 3 частей:
1. Andante spiccato
2. Adagio
3. Presto

Примерная длительность исполнения произведения — 10 минут.

## Адажио
Наибольшую известность получила вторая часть концерта. Существуют две версии Adagio, которые исполняются сегодня: оригинальная версия Алессандро Марчелло и версия, основанная на транскрипции для клавесина Иоганна Себастьяна Баха. Различия касаются мелодической линии гобоя в середине части и нескольких небольших гармонических фрагментов в оркестре.